# Thioketony
Thioketony (také se používají označení thiony nebo thiokarbonylové sloučeniny) jsou organické sloučeniny odvozené od ketonů náhradou kyslíkového atomu atomem síry. Alkylthioketony, kterým to neznemožňují sterické jevy, často vytvářejí polymery a cyklické sloučeniny.

## Struktura
Délka vazby C=S u thiobenzofenonu je (v plynném skupenství) 163 pm, což je podobná hodnota jako u thioformaldehydu (164 pm). Vzhledem ke sterickým interakcím není molekula rovinná a úhel SC-CC je 36°.
V souladu s pravidlem dvojné vazby je většina alkylthioketonů nestabilní a podléhá dimerizaci. Rozdíl energií orbitalů p u uhlíku a síry je větší než v případě dvojice uhlík-kyslík v ketonech.
Modré zbarvení thiobenzofenonu je způsobeno přechody elektronů mezi π a π* molekulovými orbitaly v důsledku absorpce elektromagnetického záření o vlnové délce 314,5 nm.

## Příprava
Thiony se obvykle získávají z ketonů pomocí činidel, která zaměňují atomy síry a kyslíku; běžně se používá například sulfid fosforečný. Lze také využít směs kyseliny chlorovodíkové a sulfanu nebo bis(trimethylsilyl)sulfid.

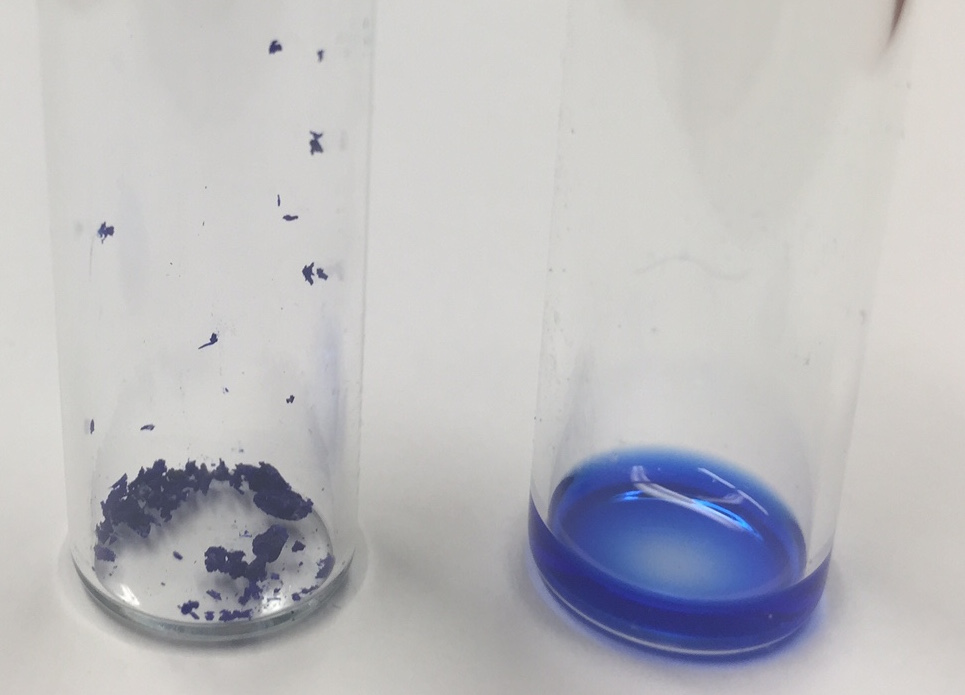
Roztok a pevné vzorky thiobenzofenonu; modrá barva je v souladu s malým rozdílem energií HOMO a LUMO spojenými s thiokarbonylovou funkční skupinou.

Thiobenzofenon ((C6H5)2CS) je stabilní tmavě modrá látka rozpustná v organických rozpouštědlech, na vzduchu podléhá fotooxidaci za vzniku benzofenonu a síry. Od jeho objevu bylo připraveno mnoho podobných thionů.

### Thiosulfiny
Thiosulfiny jsou sloučeniny s obecným vzorcem R1R2CSS. I když se jeví jako kumuleny, s vazbou R1R2C=S=S, tak se častěji popisují jako 1,3-dipóly, jelikož u nich probíhají 1,3-dipolární cykloadice. Existují v rovnováze s dithiirany, což jsou sloučeniny s tříčlennými CS2 cykly.
Thiosulfiny se považují za meziprodukty při diskusích o chemii thionů; příkladem může být oxidační rozklad thiobenzofenonu na 3,3,5,5-tetrafenyl-1,2,4-trithiolan [(C6H5)2C]2S3, který vzniká cykloadicí (C6H5)2CSS na (C6H5)2CS.